# Mozartturm (Darmstadt)

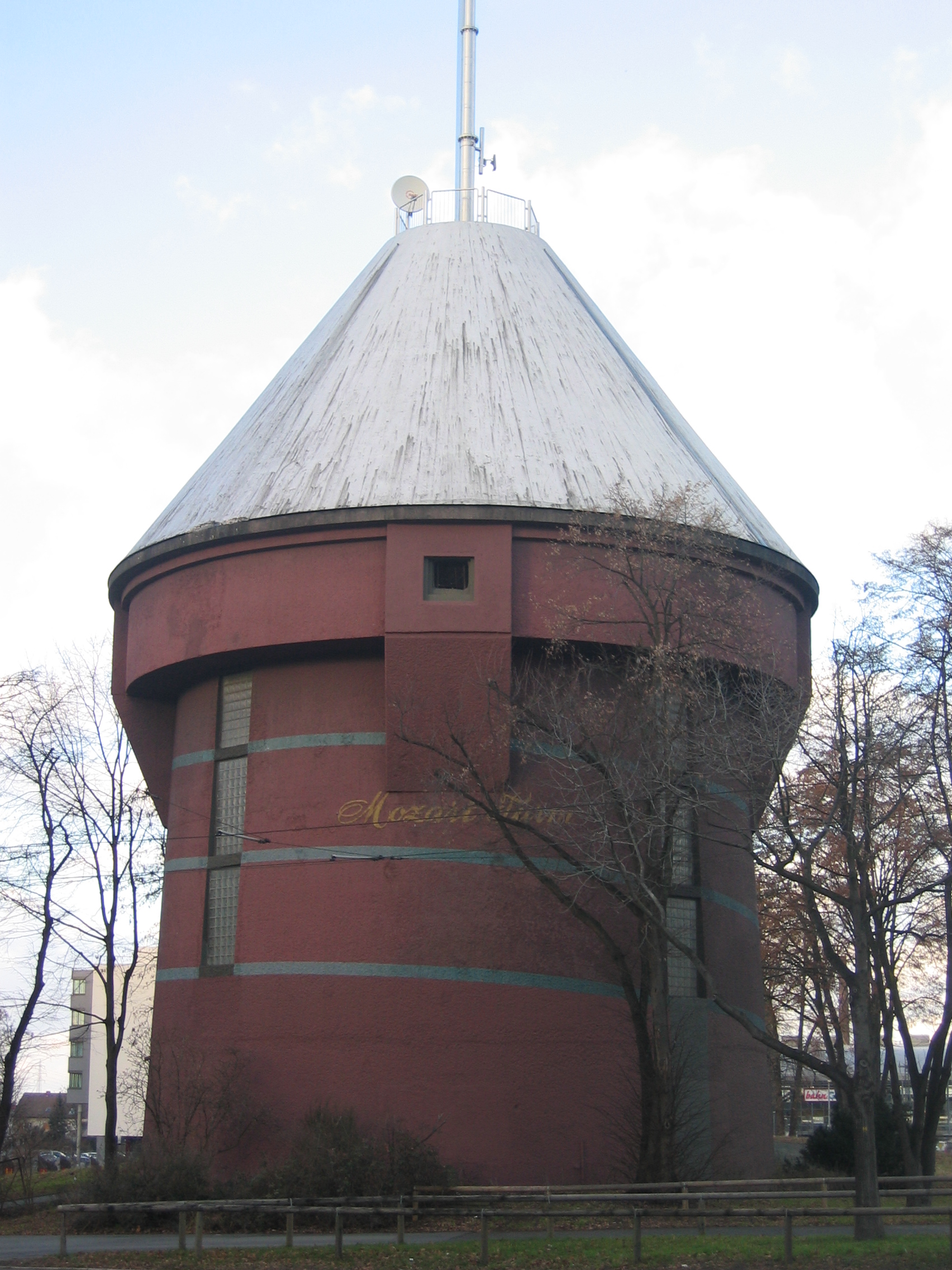
Mozartturm

Der Mozartturm befindet sich in der Darmstädter Rheinstraße 111. Er wurde 1936 errichtet und steht unter Denkmalschutz. Bei ihm handelt es sich um einen Luftschutz- und Flakbunker, der auch als Ausweichleitstand der Zivilverteidigung genutzt wurde. Ursprünglich war der Flakturm nach dem deutschen Militärflieger Manfred Freiherr von Richthofen benannt („Richthofenbunker“). Auf seinem Dach befand sich im Zweiten Weltkrieg ein Flugabwehrgeschütz, das insbesondere zur Verteidigung des Hauptbahnhofes sowie des westlichen Stadteinganges diente. Die Bauart des Turms entspricht der Bauart Dietel, einer Weiterentwicklung der 1937 patentierten Bauart Zombeck.
Während des verheerenden britischen Luftangriffes auf Darmstadt in der Nacht vom 11. auf den 12. September 1944 wurde von hier aus die Brandbekämpfung und Rettung eingeschlossener Personen geleitet. Im Mozartturm wurde 1945 die Kapitulation der Garnison der Stadt Darmstadt gegenüber den aus westlicher Richtung angreifenden US-amerikanischen Truppen unterzeichnet. Der Turm wurde nach 1945 auf alliierte Anordnung entfestigt und seit 1950 als Obdachlosenasyl genutzt. Nach der Schließung des Obdachlosenasyls ging der Turm in Privatbesitz über und erhielt ein Mozart-Archiv mit Tonstudio und Veranstaltungsraum, was ihm in den 1970er Jahren zu seinem neuen Namen verhalf. Seit 2002 besitzt er eine Turmkanzel aus Edelstahl mit einem Mobilfunkmast. Der Turm ist für die Öffentlichkeit nicht zugänglich. Besichtigungen sind nur einmal im Jahr am Tag des offenen Denkmals möglich.

## Ähnliche Bauwerke
- Theresienturm, baugleicher Hochbunker in Heilbronn.